# Maszyna napędowa
Maszyna napędowa to maszyna przetwarzająca jeden rodzaj energii na inny.
Podział:
- przetworniki
- silniki
- turbiny